# Pertoča
Pertoča – wieś w Słowenii, w gminie Rogašovci. W 2018 roku liczyła 402 mieszkańców.